# By Your Side (canción de Sade)
«By Your Side» —en español: «A tu lado»— es el primer sencillo del quinto álbum de estudio de grupo inglés Sade, Lovers Rock (2000).
La canción apareció en un episodio de la cuarta temporada de Sex and the City, "The Good Fight", se transmitió originalmente el 6 de enero de 2002, y en el final de temporada de la sexta temporada de The L Word, "Last Word".
También fue cover por Beachwood Sparks en su álbum de 2001 Once We Were Trees. El video, dirigido por Chad Misner, fue seleccionado para el 2002 Festival de cine South by Southwest. El cover Beachwood Sparks también iría a ser utilizado en la adaptación cinematográfica del cómic Scott Pilgrim vs. The World.
Esto también es una canción muy popular en las recepciones de la boda como muchas parejas eligen como su primera canción de baile. Celebridades que han utilizado este en sus bodas incluyen Jennie Garth y Peter Facinelli así como Dave Navarro y Carmen Electra.

## Lista de canciones
European CD single
1. «By Your Side» – 4:17
2. «By Your Side» (The Neptunes Remix) – 3:57

UK and European CD maxi single
1. «By Your Side» – 4:17
2. «By Your Side» (The Neptunes Remix) – 3:57
3. «By Your Side» (Yard Mix 1) – 4:18
4. «By Your Side» (Reggae Mix 1) – 3:57
5. «By Your Side» (Video)

U.S. CD maxi single
1. «By Your Side» – 4:17
2. «By Your Side» (The Neptunes Remix) – 3:57
3. «By Your Side» (Yard Mix 1) – 4:18
4. «By Your Side» (Reggae Mix 1) – 3:57

UK, European, and U.S. 12-inch maxi single
- Side A:

1. «By Your Side» – 4:17
2. «By Your Side» (The Neptunes Remix) – 3:57

- Side B:

1. «By Your Side» (Yard Mix 1) – 4:18
2. «By Your Side» (Reggae Mix 1) – 3:57

Danish promo CD single
1. «By Your Side» (LP Version) – 4:17
2. «By Your Side» (The Neptunes Remix) – 3:57
3. «By Your Side» (Yard Mix 1) – 4:16
4. «By Your Side» (Reggae Mix 1) – 3:57
5. «By Your Side» (Ben Watt Lazy Dog Remix) – 8:55

U.S. 12-inch promo single
- Side A:

1. «By Your Side» (Ben Watt Lazy Dog Remix) – 8:55
2. «By Your Side» (Álbum Versión) – 4:34

- Side B:

1. «By Your Side» (The Neptunes Remix) – 3:57
2. «By Your Side» (Yard Mix 1) – 4:18
3. «By Your Side» (Reggae Mix 1) – 3:57

## Versiones oficiales
- «By Your Side» (Álbum Versión) - 4:34
- «By Your Side» (Radio Edit) – 4:17
- «By Your Side» (The Neptunes Remix) – 3:57
- «By Your Side» (Ben Watt Lazy Dog Remix) – 8:55
- «By Your Side» (Yard Mix 1) – 4:16
- «By Your Side» (Reggae Mix 1) – 3:57

## Posicionamiento en listas
| Listas (2000)                        | Mejor posición |
| ------------------------------------ | -------------- |
| Dutch Mega Single Top 100            | 66             |
| German Singles Chart                 | 67             |
| Irish Singles Chart                  | 29             |
| Italian Singles Chart                | 10             |
| España (Top 100 Canciones)           | 2              |
| Swedish Singles Chart                | 29             |
| Swiss Singles Chart                  | 61             |
| UK Singles Chart                     | 17             |
| U.S. Billboard Hot R&B/Hip-Hop Songs | 41             |
| Listas (2001)                        | Mejor posición |
| U.S. Billboard Hot 100               | 75             |
| U.S. Billboard Adult Contemporary    | 18             |
| U.S. Billboard Hot Dance Club Play   | 2              |